# 桂田勝
桂田 勝（かつらだ まさる、1942年11月20日 - 2013年4月24日）は日本の自動車技術者。富士重工業株式会社の元常務取締役、スバルテクニカインターナショナル元社長。東京都出身。飛行機技術にも精通していた。

## 来歴・人物
- 1966年富士重工業入社。以来、一貫して同社の自動車製造技術や4輪駆動システム、水平対向エンジン（BOXER）に携わる。
- 1971年秋から約1年間、米国ミシガン大学高速自動車研究所客員研究員を務め、衝突乗員挙動解析プログラムの作成に参加。
- 1983年よりスバル技術本部車体研究実験部へ。研究実験1部主査として初代レガシィ、同部担当部長としてアルシオーネSVX、研究実験総括部長としてヴィヴィオ、初代インプレッサ、2代目レガシィの商品力総合まとめを歴任。[2]

- レガシィに関しては、1989年に発売された初代モデルの企画初期段階からかかわり、2001年6月には富士重工業常務執行役員兼スバル技術研究所所長に着任。これらの職務を兼務しつつ、レガシィシリーズ3代目からは開発責任者（主管）として、10月からスバルテクニカインターナショナルの代表取締役社長に就任した。

- 2003年7月からSTI専任となり、WRCを始めとしたスバルのモータースポーツ活動の指揮官として活動した。またラリー活動においても長期間携わっていたことも知られている。富士重工業の4輪駆動技術や水平対向エンジン（ボクサー：BOXER）の良き理解者であった。
- 2013年4月24日、喉頭癌のため死去[3]。70歳没。